# Canton de Clères
Le canton de Clères est une ancienne division administrative française située dans le département de la Seine-Maritime et la région Haute-Normandie.

## Géographie
Ce canton était organisé autour de Clères dans l'arrondissement de Rouen. Son altitude variait de 42 m (Montville) à 186 m (Le Bocasse) pour une altitude moyenne de 147 m.

## Histoire
- De 1833 à 1848, les cantons de Buchy, de Clères et de Pavilly avaient le même conseiller général. Le nombre de conseillers généraux était limité à 30 par département[1].

## Représentation

### Conseillers généraux de 1833 à 2015
| Période | Période      | Identité                           | Étiquette                      | Qualité |
| ------- | ------------ | ---------------------------------- | ------------------------------ | --- |
| 1833    | 1836         | M. de Laborde d'Estouteville       |                                | Propriétaire à Estouteville |
| 1836    | 1842         | Jean-Guillaume Blétry              |                                | Conseiller à la Cour royale, conseiller d'arrondissement |
| 1842    | 1845         | Adrien Bézuel                      |                                | Propriétaire à Pavilly |
| 1845    | 1848         | André-Maurice de Saint-Léger       | candidat de l'administration   | Ingénieur en chef des mines, propriétaire à Rouen |
| 1848    | 1852 (décès) | Jules de Moÿ (1801-1852)           |                                | Ancien garde du corps du Roi Cultivateur à Bosc-Guérard-Saint-Adrien |
| 1852    | 1864         | Louis Leduc                        | Bonapartiste                   | Juge de paix de Clères, conseiller d'arrondissement |
| 1864    | 1871         | Albert Raupp                       |                                | Maire du Bocasse (1862 → 1881) |
| 1871    | 1883         | Emile Letellier                    | Droite monarchiste             | Propriétaire Maire de Claville-Motteville |
| 1883    | 1889         | Evode Chevalier                    | Républicain                    | Maire de Montville (1884 → 1896), conseiller d'arrondissement |
| 1889    | 1906 (décès) | Pierre-Adolphe Homais              | Droite                         | Avocat à Rouen |
| 1906    | 1913 (décès) | Henri de la Bunodière              | Libéral                        | Maire de Quincampoix, ancien conseiller d'arrondissement |
| 1913    | 1915 (décès) | Duc Horace de Choiseul-Praslin     | Droite                         | Officier, maire de Maincy (Seine-et-Marne) Député de Seine-et-Marne (1869 → 1870, 1871 → 1885) Député de Corse (1889 → 1893) |
| 1915    | 1919         | siège vacant                       |                                | |
| 1919    | 1931         | René Le Prévost de la Moissonnière | Droite                         | Propriétaire à Canteleu |
| 1931    | 1940         | Louis Guittet                      | Rad.                           | Maire de Montville (1919 → 1935) |
| 1945    | 1964         | Placide Alexandre                  | Rad.-CR puis DVD               | Ancien instituteur public, professeur au Collège de Normandie Maire de Mont-Cauvaire Suppléant d'André Marie (1958-1962) |
| 1964    | 1993 (décès) | André Martin                       | DVD puis MDSF puis UDF-PSD     | Instituteur Maire de Montville (1959 → 1993) Député de la Seine-Maritime (4e circ. (1973 → 1978) Sénateur de la Seine-Maritime (1993 → 1993) Président du conseil général de la Seine-Maritime (1993 → 1993) Décédé en fonction                                                                         |
| 1993    | 2015         | Pascal Martin (fils du précédent)  | UMP puis UDI ("Alternance 76") | Colonel de sapeurs-pompiers professionnel Fils d'André Martin maire de Montville (1995 → 2015) Conseiller départemental de Bois-Guillaume (2015 → ) Président du conseil départemental de la Seine-Maritime (2015 → 2019) Président de la CCPNOR (2003 → ) Elu en 2015 dans le Canton de Bois-Guillaume |

### Conseillers d'arrondissement (de 1833 à 1940)
| Période                                  | Période | Identité                         | Étiquette                                | Qualité |
| ---------------------------------------- | ------- | -------------------------------- | ---------------------------------------- | --- |
| 1833                                     | 1848    | M. Hardy                         |                                          | Juge de paix à Clères                                                                                       |
| 1848                                     | 1852    | Louis Leduc                      |                                          | Juge de paix de Clères                                                                                      |
| 1852                                     | 1867    | Gustave-Épiphane Petit           |                                          | Propriétaire, maire de Frichemesnil                                                                         |
| 1867                                     | 1871    | François Delamarre-Deboutteville | Droite                                   | Manufacturier, maire de Fontaine-le-Bourg                                                                   |
| 1871                                     | 1880    | Stanislas François Delaporte     | Monarchiste                              | Avoué, maire de La Rue-Saint-Pierre                                                                         |
| 1880                                     | 1883    | Évode Chevalier                  | Républicain                              | Propriétaire à Montville, maire d'Anceaumeville                                                             |
| 1883                                     | 1904    | Henri de la Bunodière            | Monarchiste Libéral puis Antiministériel | Maire de Quincampoix                                                                                        |
| 1904                                     | 1919    | Delphin-Ferdinand Quemin         | Républicain progressiste                 | Agriculteur, maire de Montville                                                                             |
| 1919                                     | 1922    | Raphaël Glennie (1872-1938)      | Républicain                              | Médecin, Saint-Georges-sur-Fontaine                                                                         |
| 1922                                     | 1928    | Raphaël Havé                     | Républicain                              | Entrepositaire, maire de Clères                                                                             |
| 1928                                     | 1940    | Marcel Beaufils                  | Union républicaine                       | Greffier de la justice de paix, maire de Clères                                                             |
| 1940                                     |         |                                  |                                          | Les conseils d'arrondissement ont été suspendus par la loi du 12 octobre 1940 et n'ont jamais été réactivés |
| Les données manquantes sont à compléter. |         |                                  |                                          | |

## Composition
Le canton de Clères regroupait 22 communes et comptait 21 068 habitants (recensement de 1999 sans doubles comptes).
| Communes                   | Population (2012) | Code postal | Code Insee |
| -------------------------- | ----------------- | ----------- | ---------- |
| Anceaumeville              | 714               | 76710       | 76007      |
| Authieux-Ratiéville        | 342               | 76690       | 76038      |
| Le Bocasse                 | 725               | 76690       | 76105      |
| Bosc-Guérard-Saint-Adrien  | 776               | 76710       | 76123      |
| Cailly                     | 739               | 76690       | 76152      |
| Claville-Motteville        | 233               | 76690       | 76177      |
| Clères                     | 1 266             | 76690       | 76179      |
| Eslettes                   | 1 396             | 76710       | 76245      |
| Esteville                  | 376               | 76690       | 76247      |
| Fontaine-le-Bourg          | 1 481             | 76690       | 76271      |
| Frichemesnil               | 402               | 76690       | 76290      |
| Grugny                     | 972               | 76690       | 76331      |
| La Houssaye-Béranger       | 498               | 76690       | 76369      |
| Mont-Cauvaire              | 566               | 76690       | 76443      |
| Montville                  | 4 644             | 76710       | 76452      |
| Quincampoix                | 2 690             | 76230       | 76517      |
| La Rue-Saint-Pierre        | 379               | 76690       | 76547      |
| Saint-André-sur-Cailly     | 821               | 76690       | 76555      |
| Saint-Georges-sur-Fontaine | 761               | 76690       | 76580      |
| Saint-Germain-sous-Cailly  | 210               | 76690       | 76583      |
| Sierville                  | 859               | 76690       | 76675      |
| Yquebeuf                   | 218               | 76690       | 76756      |

## Démographie
| 1962   | 1968   | 1975   | 1982   | 1990   | 1999   | 2009 |
| ------ | ------ | ------ | ------ | ------ | ------ | ---- |
| 13 236 | 14 237 | 15 224 | 17 757 | 19 244 | 21 068 | -    |